# Pont du Vercors
Le pont du Vercors est un ouvrage dont la dernière construction a été effectuée en 1994. Celui-ci franchit le Drac et l’A480, dans le département de l’Isère et permet de relier la ville de Grenoble à celle de Fontaine.

## Situation
Le pont du Vercors est situé entre les communes de Grenoble (rive droite) et de Fontaine (rive gauche). Il surplombe le Drac, affluent de l'Isère et l'autoroute A480, également dénommée Rocade ouest, car elle contourne la ville de Grenoble par l'ouest et rejoint la rocade sud au niveau de l'échangeur du Rondeau.
Cet ouvrage architectural est situé sur la route départementale 6 (RD6) qui relie la place Firmin-Gautier à Grenoble au carrefour avec la D1532 (route de Valence) à Fontaine.

## Historique

### Avant le pont
Autrefois, la traversée du Drac s'effectuait en bac à traille, c'est-à-dire avec un bac relié à câble tendu entre les deux rives du torrent. En 1820, l’aménagement d’une digue continue tout au long du Drac entre Échirolles et son confluent avec l'Isère allait permettre de nouveaux aménagements.
En 1827, en amont du futur Pont du Vercors, un premier pont suspendu à péage, situé entre l'avenue Aristide Briand à Fontaine et le cours Berriat à Grenoble, est livré à la circulation. Jusqu'au rachat des droits par la ville en 1887, les usagers doivent s'acquitter d'un péage pour l'emprunter.
Il est remplacé par un pont à arches en 1938. Ce pont, appelé Pont du Drac, permet aujourd'hui le passage du tramway, des cycles et des piétons.

### Premier pont (1889 - 1945)

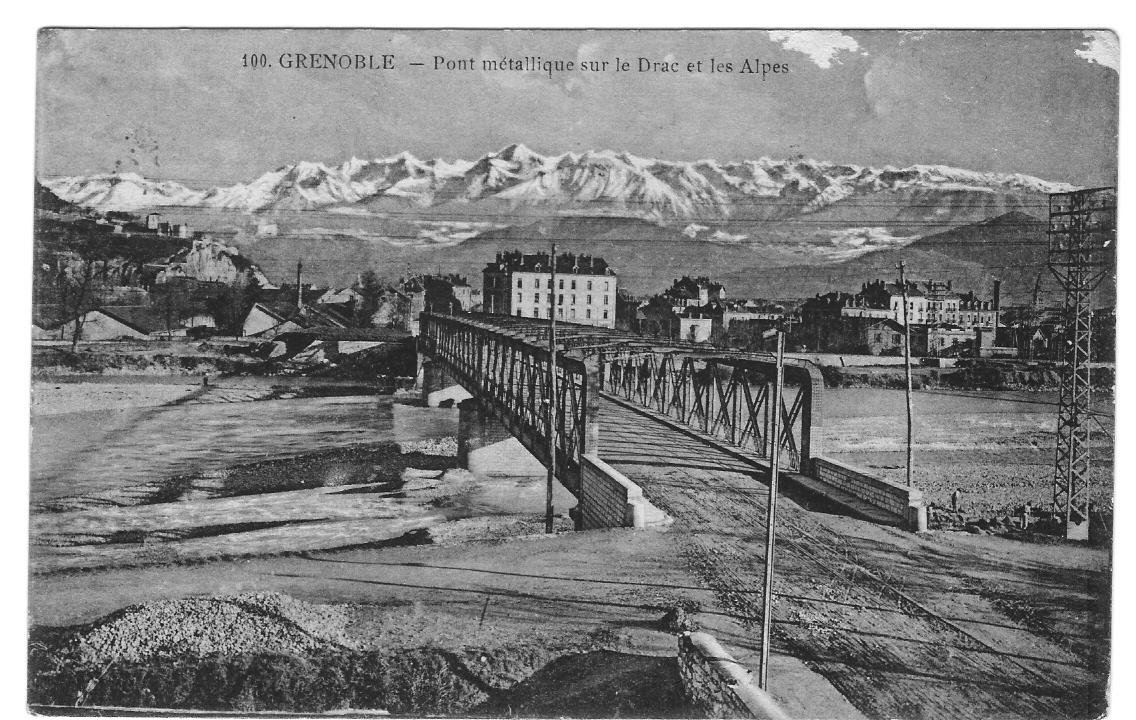
Pont de fer (1889).

Le premier pont, dit pont de fer, situé à l'emplacement actuel du pont du Vercors, est construit par les établissements Bouchayer-Viallet, et raccordé au cours Berriat par la rue Diderot. Il est livré à la circulation en 1889 et dès janvier 1895, permet le passage d'une ligne de tramway en direction de Veurey-Voroize, puis en 1920 d'une seconde ligne en direction de Seyssins.
Lors de la Seconde Guerre mondiale, la Résistance fait exploser un dépôt de munitions à proximité du pont le 13 novembre 1943 sur le polygone d'artillerie et se prépare à viser les ponts sur le Drac. Ce sont les ouvriers de l'usine Bouchayer-Viallet qui interviennent pour que la Résistance change de cible. Mais quelques mois plus tard, les Allemands en évacuant la ville le 21 août 1944 font sauter les deux ponts avant de quitter la ville.

### Deuxième pont (1950 - 1994)

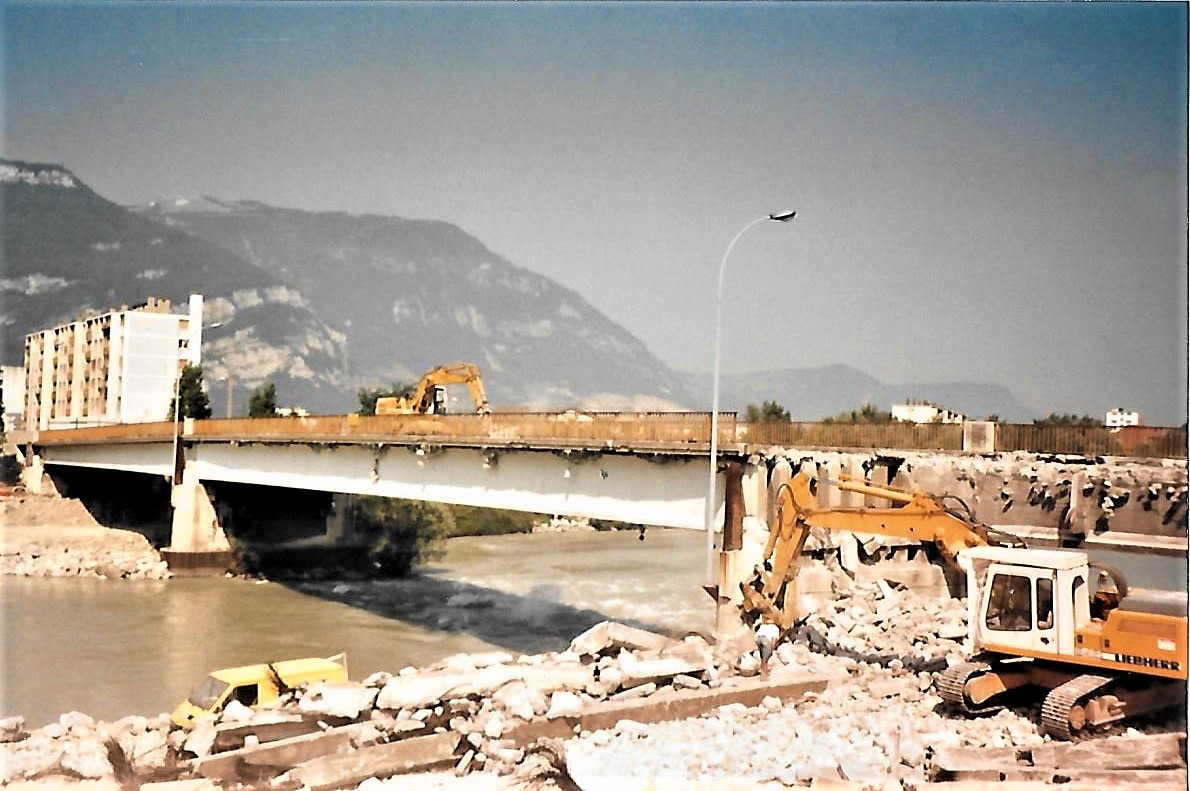
Démolition du 2e pont du Vercors à Fontaine (1994).

Un nouveau pont, dénommé « Pont du Vercors » en hommage aux résistants du massif du Vercors, est construit au début des années 1950 par le conseil général de l'Isère.
En 1952, les lignes de tramway seront fermées pour les deux ponts et les rails seront progressivement démantelés La mauvaise qualité du béton utilisé entraine les autorités départementales à y interdire la circulation des camions de plus de 5 tonnes dès le début des années 1980.
Ce pont est définitivement démoli au début de l'année 1994 (photo) et un pont provisoire sera construit dans l'attente de la construction d'un nouveau pont.

### Troisième pont (1994 - )

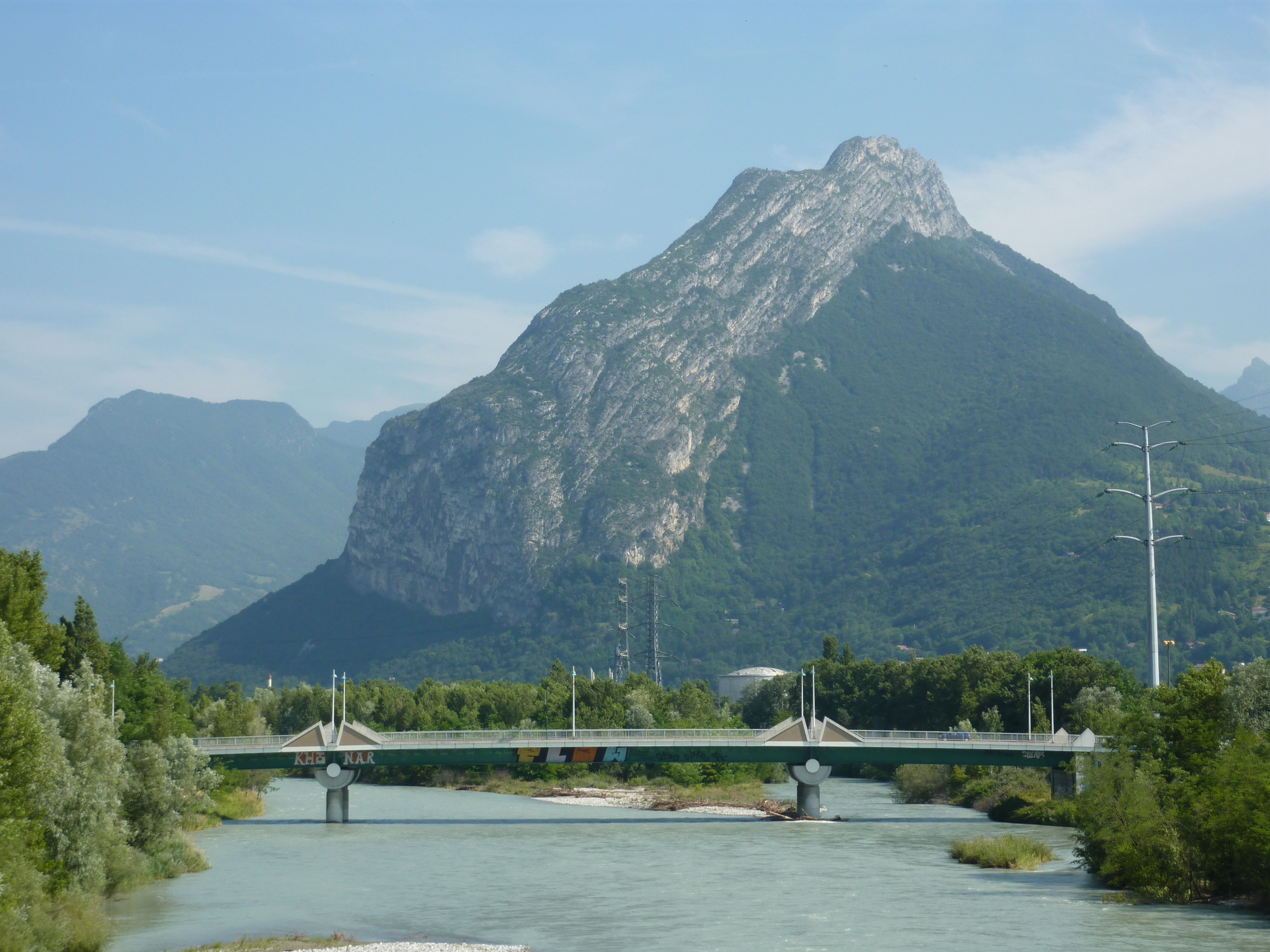
Le 3e pont du Vercors à Fontaine (2010).

Un nouveau pont du Vercors est donc construit à l'emplacement exact du précédent. Inauguré le 19 décembre 1995, il permet le passage de deux voies de circulation juste avant le nouvel échangeur entre la commune de Fontaine et l'A480, entièrement réaménagé en 2002.
Le carrefour du Pont du Vercors a été réaménagé, au niveau de la rive gauche, par la commune de Fontaine. Le nom de la commune est depuis 2009, inscrit en haut d'un immeuble située à l'entrée de la commune, permettant ainsi aux automobilistes de mieux localiser le pont et la commune.
Depuis 2014 et la suppression de la ligne de bus 26, il n'y a plus de ligne de transport en commun qui franchit cet ouvrage. À la suite de la création d'un comité de soutien pour un retour de cette ligne, la municipalité a, dès lors, contesté cette décision auprès du SMTC, instance intercommunale chargée de la politique de transport de l'agglomération grenobloise.
À la suite du réaménagement de l'autoroute A480, la partie du pont qui surplombe cette voie doit être élargie entre 2020 et 2021, afin d'améliorer le flux des véhicules au niveau de l'échangeur .